# Kang Young-sin
Kang Young-sin (kor. 강영신; * um 1945) ist eine ehemalige Badmintonspielerin aus Südkorea.

## Karriere
Kang Young-sin war im Badminton die erste Südkoreanerin, welche international erfolgreich war. Sie gewann bei der Asienmeisterschaft 1969 Gold im Damendoppel mit Lee Young-soon. Von 1967 bis 1969 wurde sie vier Mal südkoreanische Meisterin.